# 김혜자
김혜자(한국 한자: 金惠子, 1941년 10월 25일 ~ )는 대한민국의 배우다. 
이화여자대학교 2학년 시절인 1963년 KBS 공채 1기 탤런트로 정식 데뷔하며 연기자로 입문하였다. '국민 배우'라는 수식어가 최초로 붙은 배우다. 
수많은 여배우들의 존경을 받고 대표적인 롤모델로 꼽히는 정통적인 연기파 배우로 '갓혜자'라는 애칭으로 불리우며, '다시다 아줌마'라는 닉네임으로 유명세를 탔다.
MBC 《전원일기》(1988), 《사랑이 뭐길래》(1992),  《장미와 콩나물》(1999),  KBS 《엄마가 뿔났다》(2009)로 총 네 번의 연기대상을 수상하였고, 총 네 번(제15회, 제25회, 제45회, 제55회)의 백상예술대상 TV부문 대상을 수상하여 최다 백상 대상 수상자로 기록 되어있다. 
봉준호 감독의 영화 《마더》에서의 연기는 국내는 물론 해외에서 극찬을 쏟아 해외에서 수 많은 여우주연상을 받기도 했으며 김혜자 연기의 진수를 볼 수있는 대표작으로 평가 받고 있다.
특유의 대사 처리와 뛰어난 캐릭터 분석력을 바탕으로 한 절제된 연기력은 타의 추종을 불허할 정도로 연기력에서는 누구도 이견이 없는 최고의 배우이며, 끊임없이 연기 변신을 추구하는 작품 선정에도 아주 신중한 배우로도 정평이 나있다.

## 학력
- 경기여자중학교 졸업
- 경기여자고등학교 졸업
- 이화여자대학교 생활미술학과 중퇴

## 생애 및 경력
김혜자는 1941년 서울에서 태어났다. 
경기여자고등학교를 졸업한 이후에, 이화여자대학교 생활미술학과에 진학했다. 
1960년 연극배우로 처음 데뷔했으며 다음 해 1961년 KBS 서울중앙방송 공채 1기 탤런트로 정식 데뷔하였으나, 방송국 연수를 끝내기도 전에 11살 연상의 남편과 결혼하면서 연기 중단을 선언했고 대학 졸업을 하지 못했다. 이와 관련해 김혜자는 “열망만 컸지 연기에 소질이 없다고 생각해 도망친 것”이라고 말했다.
한 가정의 어머니로 살던 도중 27세의 나이에 다시 연기에 대한 갈망을 느꼈고, 이후 3년 간 연극 무대서 ‘연극계 신데렐라’로 활동했다. 1969년 문화방송,  MBC가 개국하면서 탄탄한 연기력을 보인 김혜자를 영입하였고, 그는 MBC를 기반으로 본격적인 연기 활동을 이어갔다. MBC 드라마 《개구리 남편》,  《강변살자》,  《수사반장》,  《학부인》,  《무지개》,  《신부일기》,  《여고동창생》, 《후회합니다》,  《당신》,  《안국동 아씨》 등의 다수의 작품에 출연하며 연기파 배우로 이름을 알렸고 다수의 최우수 연기자상을 수상하면서 최고 배우의 반열에 올랐다.
1974년 MBC 제1회 탤런트 연기상에서 김혜자는 최불암과 나란히 최우수 연기상을 수상하였으며 1975년 출연한 《신부일기》로 제3회 대한민국 방송상 시상식에서 TV연기상과 제10회 방송윤리위원회상 시상식에서 TV드라마 부문 연기상을 수상했다. 이어 1977년 《당신》으로 1978년 제14회 백상예술대상 TV부문 여자 최우수연기자상을, 이듬해 《행복을 팝니다》로 1979년 제15회 백상예술대상 TV부문 대상을 차지하며 정상의 자리에 올랐다. 스타의 반열에 오른 뒤 수많은 광고를 찍었는데, 그 중 1975년부터 2002년까지 CJ제일제당 전속 모델로 27년동안 활동한 이력으로 김혜자는 ‘국민 엄마’라는 이미지를 형성했다. 당시 제일제당의 대표 제품이였던 다시다 광고 속에서 외쳤던 “그래, 이 맛이야”는 유행어가 될 정도였다.
광고에서 다진 ‘국민 엄마’ 이미지를 바탕으로 1980년 인생작이자, 국내 최장기간 방영한 한국 대표 농촌드라마 《전원일기》에서 양촌리 김회장(최불암 분) 부인 이은심 역을 맡아 오랜 기간 출연하였다. 이 드라마는 1980년 10월 21일 첫 방송을 시작으로 2002년 12월 29일에 종영하였다. 이후에도 '아버지 역을 가장 잘하는 인기인', '어머니 역을 가장 잘하는 인기인’ 설문조사에서도 함께 1위에 이름을 올렸으며 MBC의 이미지를 형성해온 연예인으로 인정받았다.
1983년에는 영화로 진출하여 스크린 데뷔작인 《만추》로 1983년 제2회 마닐라국제영화제에서 여우주연상을 차지했다. 이후 드라마 《사랑이 뭐길래》,  《엄마의 바다》,  《그대 그리고 나》,  《장미와 콩나물》 등에 여러 작품에 출연하여 90년대에 두 번 MBC 연기대상을 수상하였다.
2008년 방영된 김수현 작가의 드라마 《엄마가 뿔났다》에서 새로운 자유를 꿈꾸며 다소 특이한 어머니상을 연기해 시청자들에게 파격적인 인상을 주며 큰 호평을 받았다. 이 작품으로 KBS 연기대상 대상과 제45회 백상예술대상 TV부문 대상을 수상하였고, 이는 MBC 《행복을 팝니다》,  《모래성》,  《엄마가 뿔났다》로 총 3회에 걸친 백상예술대상 TV부문 대상이라는 전무후무한 기록이었다.
이후에도 끊임없이 연기하며, 새로운 것에 도전을 마다하지 않았다. 2009년 개봉한 봉준호 감독의 영화 《마더》에서 세상에 하나뿐인 아들 도준(원빈 분)의 살인사건 누명을 벗기기 위해 범인을 찾아 나서며 동물적 모성을 연기했다.  “아무도 믿지마. 엄마가 구해줄게”라는 이 한마디는 김혜자의 ‘국민 엄마’ 연기 인생에 또다른 한 획을 그었다. 영화는 제62회 칸국제영화제 주목할만한 시선 부문에 초청되어 생애 첫 칸 레드카펫을 밟았다. 김혜자는 이 영화로 국내·외 무대서 총 아홉 번의 수상 기록 달성했을 뿐만 아니라 한국 배우 최초 미국 할리우드 LA영화비평가협회 여우주연상을 수상하는 쾌거를 이뤘다.

## 자선 활동
1991년 국제구호개발 NGO인 월드비전의 친선 대사로 임명되어 30년 가까이 꾸준히 활동하고 있다. 수많은 이들에게 희망을 보여줘야 한다는 사명 하에 아프리카 난민을 위해 앞장섰다. 2015년에는 네팔 지진 피해복구를 위해 월드비전에 1억원을 기부했다.
2004년에는 아프리카 봉사활동 경험을 바탕으로 한 에세이집  <꽃으로도 때리지 말라>는 책을 저술하며 베스트 셀러 작가로도 이름을 알렸다. 인세 전액을 기부해 북한 용천 긴급구호와 어린이들을 위한 공부방(꽃때말공부방)을 세우는데 사용했다. 시에라리온에서 전쟁으로 어려움을 겪는 사람들을 위해 <마담 킴스 프로젝트>를 후원했으며, 결연으로 전세계 가난한 어린이 103명을 돕고 있다.
2004년 제과업체 CF 출연료 일부인 9,600만원을 월드비전에 기부했고, 2014년 12월 출연한 SBS 예능프로그램 《런닝맨》의 출연료 전액을 기부하였다.

## 개인 생활
편의점 GS25에서 자신을 브랜드로 좋은 제품을 만들고 싶다고 제안하면서, 2010년 10월 자신의 이름을 내걸고 식품 브랜드 '김혜자 도시락'을 런칭하였다. 김혜자의 아들은 식품 업체 정성에프에스 대표인 임현식으로 '김혜자 도시락'은 아들이 만든 것이 아니지만 품질 관리에 개입하는 조건하에 계약을 했다고 한다.

## 출연 작품

### TV 드라마
| 연도          | 방송사 | 제목                   | 역할               | 비고 |
| ------------- | ------ | ---------------------- | ------------------ | ---- |
| 1969년        | MBC    | 태양의 연인들          |                    |      |
| 1969년        | MBC    | 사랑하는 갈대          |                    |      |
| 1969년        | MBC    | 개구리 남편            | 창호 처            |      |
| 1970년        | MBC    | 강변 살자              |                    |      |
| 1971년        | MBC    | 수사반장               |                    |      |
| 1971년        | MBC    | 학부인                 | 정아               |      |
| 1972년        | MBC    | 무지개                 | 상아               |      |
| 1974년        | MBC    | 강남가족               | 부인               |      |
| 1975년        | MBC    | 신부일기               | 어머니             |      |
| 1976년        | MBC    | 달려라 삼총사          |                    |      |
| 1977년~1978년 | MBC    | 당신                   | 어머니             |      |
| 1977년~1978년 | MBC    | 후회합니다             | 지원               |      |
| 1978년        | MBC    | 행복을 팝니다          |                    |      |
| 1978년        | MBC    | 미소                   |                    |      |
| 1978년        | MBC    | 바람은 불어도          |                    |      |
| 1979년        | MBC    | 엄마, 아빠 좋아        | 미연               |      |
| 1980년~2002년 | MBC    | 전원일기               | 김회장 부인 이은심 |      |
| 1980년        | MBC    | 아베의 가족            |                    |      |
| 1980년        | MBC    | 의친왕                 |                    |      |
| 1980년        | MBC    | 간양록                 |                    |      |
| 1980년        | MBC    | 종점                   |                    |      |
| 1981년        | MBC    | 사랑합시다             |                    |      |
| 1982년        | MBC    | 어제, 그리고 내일      | 어머니             |      |
| 1983년        | MBC    | 간난이                 | 양어머니 진천댁    |      |
| 1984년        | MBC    | 그리워                 |                    |      |
| 1985년        | MBC    | 조선왕조 오백년 - 풍란 | 문정왕후           |      |
| 1986년        | MBC    | 첫사랑                 | 해진 모            |      |
| 1988년        | MBC    | 모래성                 | 장현주             |      |
| 1989년        | MBC    | 제2공화국              | 김옥숙             |      |
| 1989년        | MBC    | 겨울 안개              | 서명애             |      |
| 1989년        | MBC    | 당신의 축배            | 진상심             |      |
| 1989년        | MBC    | 행복한 여자            |                    |      |
| 1990년        | MBC    | 여자는 무엇으로 사는가 | 정희               |      |
| 1990년        | MBC    | 아직은 마흔아홉        | 박인자             |      |
| 1991년        | MBC    | 사랑이 뭐길래          | 여순자             |      |
| 1992년        | MBC    | 두 여자                | 오혜정             |      |
| 1993년        | MBC    | 엄마의 바다            | 영희               |      |
| 1994년        | KBS2   | 인간의 땅              | 김실단             |      |
| 1995년        | MBC    | 여                     | 송민숙             |      |
| 1996년        | MBC    | 자반고등어             | 김공심             |      |
| 1997년        | MBC    | 어머니 당신의 이야기   |                    |      |
| 1997년        | MBC    | 그대 그리고 나         | 김은순             |      |
| 1999년        | MBC    | 장미와 콩나물          | 이필녀             |      |
| 2002년        | MBC    | 그대를 알고부터        | 조남득             |      |
| 2004년        | SBS    | 홍소장의 가을          | 허영숙             |      |
| 2005년        | MBC    | 봄날의 미소            | 박내순             |      |
| 2006년        | MBC    | 궁                     | 황태후박씨         |      |
| 2008년        | KBS2   | 엄마가 뿔났다          | 김한자             |      |
| 2011년        | JTBC   | 청담동 살아요          | 엄마               |      |
| 2015년        | KBS2   | 착하지 않은 여자들     | 강순옥             |      |
| 2016년        | tvN    | 디어 마이 프렌즈       | 조희자             |      |
| 2019년        | JTBC   | 눈이 부시게            | 노년 김혜자        |      |
| 2022년        | tvN    | 우리들의 블루스        | 강옥동             |      |
| 2025년        | JTBC   | 천국보다 아름다운      | 이해숙             |      |

### 영화
| 연도   | 제목                    | 역할   | 비고                                       |
| ------ | ----------------------- | ------ | ------------------------------------------ |
| 1982년 | 만추                    | 혜림   |                                            |
| 1999년 | 마요네즈                | 엄마   |                                            |
| 2009년 | 마더                    | 혜자   | 제62회 칸영화제 주목할만한 시선부문 초청작 |
| 2014년 | 개를 훔치는 완벽한 방법 | 노부인 |                                            |
| 2017년 | 길                      | 순애   |                                            |

### 연극
| 연도          | 분류   | 제목                      | 비고 |
| ------------- | ------ | ------------------------- | ---- |
| 1987년        | 연극   | 유다여 닭이 울기전에      |      |
| 1991년        | 연극   | 19 그리고 80              |      |
| 1991년        | 연극   | 우리의 브로드웨이 마마    |      |
| 1997년        | 뮤지컬 | 다윗왕                    |      |
| 1997년        | 연극   | 피가로의 결혼             |      |
| 2001년        | 연극   | 셜리 발렌타인             |      |
| 2006년        | 연극   | 다우트                    |      |
| 2013년~2014년 | 연극   | 오스카 신에게 보내는 편지 |      |
| 2015년        | 연극   | 길 떠나기 좋은 날         |      |

## 연기 외 활동

### 방송
| 연도            | 방송사 | 제목                          | 역할   | 비고                                       |
| --------------- | ------ | ----------------------------- | ------ | ------------------------------------------ |
| 2002년 ~ 2004년 | SBS    | 스타도네이션, 꿈은 이루어진다 |        |                                            |
| 2014년          | JTBC   | 뉴스룸                        | 게스트 |                                            |
| 2014년          | SBS    | 일요일이 좋다 - 런닝맨        | 게스트 | '국민 엄마를 부탁해' 편                    |
| 2015년          | MBC    | 무한도전                      | 게스트 |                                            |
| 2016년          | TV조선 | 인생다큐 마이웨이             | 본인   | 다큐멘터리 형식 방송                       |
| 2016년          | JTBC   | 뉴스룸                        | 게스트 | 대중문화초대석 - 김혜자 편(9월 2일 방송분) |
| 2023년          | tvN    | 유 퀴즈 온 더 블럭            | 게스트 |                                            |

### 라디오 프로그램
| 연도   | 방송사 | 제목                           | 역할   | 비고 |
| ------ | ------ | ------------------------------ | ------ | ---- |
| 2015년 | EBS FM | EBS 책 읽는 라디오 낭독 시리즈 | 낭독자 |      |

### 광고(CF)
| 연도          | 광고명 |
| ------------- | --- |
| 1975년~2002년 | - CJ제일제당 - 햇반 - 다시다(조미료) - 쇠고기 다시다(조미료) - 멸치 다시다(조미료) - 다시다 일품손 북어국 - 다시다 즉석국 - 매운탕 다시다 - 진한 참기름 - 쇠고기카레레또 - 백설 식용유 - 백설 참기름 - 제일제당 기업 광고 - 제일제당은 늘 깨끗합니다 - 제일제당 기업 캠페인 - 신선한 기쁨 언제나 가득히 - 제일제당 연말선물세트 - 제일제당 추석 선물세트 - 백설 튀김가루 - 백설 알찬 만두 - 백설 조미료2.5 - 핵산 조미료2.5 - 백설 요리엿 - 백설 요리당 - 백설 맛깔 - 백설 비엔나 쏘세지 - 백설햄 - 미풍 - 백설 미니 쏘세지 - 아이미 - 일품본가된장 |
| 1991 ~ 1999   | - 라이온코리아(구,제일제당생활사업부,CJ라이온) - 베스트리빙G(세탁세제) - 비트 |
| 1994년        | - 공익광고협의회 |
| 1997년~1998년 | - 하이투자증권 |
| 2004년~2006년 | - 롯데제과 자일리톨 휘바 |
| 2012년        | - LH한국토지주택공사 |
| 2014년        | - 월드비전 캠페인: 잘 가요. 월드비전 편 |
| 2015년        | - 동원F&B 알레스카연어 - 동원F&B 동원참치 - KB국민카드 스타샵 |
| 2016년        | - 다날 쏘시오(with 육중완) |
| 2017년        | - (주)우아한형제들 배달의 민족(with 김창렬) |
| 2019년        | - 아르카 - 코오롱스포츠 코오롱인더스트리FNC부문 |
| 2020년        | - 맘스터치 |
| 2023년        | - 프로쉬 알로에베라 세탁세제 |

## 기타 경력
| 연도    | 홍보대사명                                   |
| ------- | -------------------------------------------- |
| 1991년~ | - 월드비전 한국 친선대사                     |
| 2010년  | - 2010 서울 G20 정상회의 준비위원회 민간위원 |

## 수상 및 후보
| 연도 | 시상식                                          | 부문                             | 작품                      | 결과 | 비고 |
| ---- | ----------------------------------------------- | -------------------------------- | ------------------------- | ---- | ---- |
| 1966 | 제2회 백상예술대상                              | 연극부문 신인연기상              |                           | 수상 |      |
| 1966 | 제10회 방송윤리위원회상 시상식                  | TV드라마 부문 연기상             |                           | 수상 |      |
| 1976 | 제12회 백상예술대상                             | TV부문 여자 최우수연기상         | 신부일기                  | 수상 |      |
| 1977 | MBC 연예대상                                    | 여자 탤런트부문                  |                           | 수상 |      |
| 1978 | 제14회 백상예술대상                             | TV부문 여자 최우수연기상         | 당신                      | 수상 |      |
| 1978 | 제3회 한국방송대상                              | TV연기상                         |                           | 수상 |      |
| 1978 | MBC 탤런트연기상                                | 여자 최우수연기상                |                           | 수상 |      |
| 1979 | 제15회 백상예술대상                             | TV부문 대상                      | 행복을 팝니다             | 수상 |      |
| 1979 | 제15회 백상예술대상                             | TV부문 여자 최우수연기상         | 행복을 팝니다             | 수상 |      |
| 1982 | 제21회 대종상                                   | 여우주연상                       | 만추                      | 후보 |      |
| 1983 | 제2회 마닐라국제영화제                          | 여우주연상                       | 만추                      | 수상 |      |
| 1988 | 제24회 동아연극상                               | 연기상                           | 19 그리고 80              | 수상 |      |
| 1988 | MBC 연기대상                                    | 대상                             | 모래성                    | 수상 |      |
| 1989 | 제16회 한국방송대상                             | 여자연기자상                     | 겨울 안개                 | 수상 |      |
| 1989 | 제25회 백상예술대상                             | TV부문 대상                      | 겨울 안개, 모래성         | 수상 |      |
| 1989 | 제25회 백상예술대상                             | TV부문 여자 최우수연기상         | 겨울 안개, 모래성         | 수상 |      |
| 1991 | MBC 방송대상                                    | 특별공로상                       | 빈칸                      | 수상 |      |
| 1992 | MBC 방송대상                                    | 대상                             | 사랑이 뭐길래             | 수상 |      |
| 1996 | 한국 광고주협회 제4회 소비자가 뽑은 좋은 광고상 | 좋은 모델상                      | 빈칸                      | 수상 |      |
| 1999 | 제36회 대종상                                   | 여우주연상                       | 마요네즈                  | 후보 |      |
| 1999 | 제1회 사회복지의 날                             | 대통령 표창상                    | 빈칸                      | 수상 |      |
| 1999 | 엘리자베스 아덴 제1회 비저블 디퍼런스 어워드    |                                  | 빈칸                      | 수상 |      |
| 1999 | MBC 연기대상                                    | 대상                             | 장미와 콩나물             | 수상 |      |
| 2000 | 제36회 백상예술대상                             | TV부문 여자 최우수연기상         | 장미와 콩나물             | 후보 |      |
| 2002 | MBC 명예의 전당                                 |                                  | 빈칸                      | 수상 |      |
| 2003 | 제14회 위암 "장지연"상                          |                                  | 빈칸                      | 수상 |      |
| 2003 | 제2회 스타 선행 대상                            | 대상                             | 빈칸                      | 수상 |      |
| 2003 | 제1회 페미니즘 대중문화 예술대상                | 대상                             | 빈칸                      | 수상 |      |
| 2003 | 2003 한국광고주대회 광고주의 밤 시상식          | 특별공로상                       | 빈칸                      | 수상 |      |
| 2008 | KBS 연기대상                                    | 대상                             | 엄마가 뿔났다             | 수상 |      |
| 2008 | KBS 연기대상                                    | 여자 최우수연기상                | 엄마가 뿔났다             | 후보 |      |
| 2009 | 제45회 백상예술대상                             | TV부문 대상                      | 엄마가 뿔났다             | 수상 |      |
| 2009 | 제45회 백상예술대상                             | TV부문 여자 최우수연기상         | 엄마가 뿔났다             | 후보 |      |
| 2009 | 제10회 부산영화평론가협회상                     | 여우주연상                       | 마더                      | 수상 |      |
| 2009 | 제29회 한국영화평론가협회상                     | 여우주연상                       | 마더                      | 수상 |      |
| 2009 | 제18회 부일영화상                               | 여우주연상                       | 마더                      | 수상 |      |
| 2009 | 제18회 금계백화영화제                           | 해외부문 여우주연상              | 마더                      | 수상 |      |
| 2009 | 제2회 스타일 아이콘 어워즈                      | 뷰티풀쉐어링상                   | 빈칸                      | 수상 |      |
| 2009 | 제46회 대종상                                   | 여우주연상                       | 마더                      | 후보 |      |
| 2009 | 제3회 아시아태평양스크린어워드                  | 여우주연상                       | 마더                      | 수상 |      |
| 2009 | 제30회 청룡영화상                               | 여우주연상                       | 마더                      | 후보 |      |
| 2009 | 제12회 디렉터스 컷 시상식                       | 올해의 여자 연기자상             | 마더                      | 수상 |      |
| 2009 | 제10회 올해의 여성영화인상                      | 연기상                           | 마더                      | 수상 |      |
| 2010 | 제1회 올해의 영화상                             | 여우주연상                       | 마더                      | 수상 |      |
| 2010 | 제7회 맥스무비 최고의 영화상                    | 최고의 여자배우상                | 마더                      | 수상 |      |
| 2010 | 제4회 아시안 필름 어워즈                        | 여우주연상                       | 마더                      | 수상 |      |
| 2010 | 제46회 백상예술대상                             | 영화부문 여자 최우수연기상       | 마더                      | 후보 |      |
| 2010 | 제35회 미국 로스앤젤레스 영화비평가협회상       | 여우주연상                       | 마더                      | 수상 |      |
| 2010 | 제14회 미국 온라인 영화비평가협회상             | 여우주연상                       | 마더                      | 후보 |      |
| 2010 | 월드비전 국제총제                               | 특별상                           | 빈칸                      | 수상 |      |
| 2011 | 제1회 아름다운 예술인상                         |                                  | 빈칸                      | 수상 |      |
| 2011 | 제30회 세종문화상                               | 사회봉사부문                     | 빈칸                      | 수상 |      |
| 2014 | 제9회 골든티켓어워즈                            | 연극 여자배우상                  | 오스카 신에게 보내는 편지 | 수상 |      |
| 2015 | 제24회 부일영화상                               | 여우조연상                       | 개를 훔치는 완벽한 방법   | 후보 |      |
| 2015 | 제52회 대종상                                   | 여우조연상                       | 개를 훔치는 완벽한 방법   | 후보 |      |
| 2015 | 제15회 대한민국청소년영화제                     | 원로배우부문 인기영화인상        | 빈칸                      | 수상 |      |
| 2015 | KBS 연기대상                                    | 방송3사 드라마PD가 뽑은 연기자상 | 착하지 않은 여자들        | 수상 |      |
| 2015 | KBS 연기대상                                    | 중편 드라마부문 여자 우수연기상  | 착하지 않은 여자들        | 후보 |      |
| 2015 | KBS 연기대상                                    | 여자 최우수연기상                | 착하지 않은 여자들        | 후보 |      |
| 2015 | 제4회 CARI K 드라마 어워즈 Awards               | 여우조연상                       | 착하지 않은 여자들        | 수상 |      |
| 2016 | tvN10 어워즈                                    | 여자연기상                       | 디어 마이 프렌즈          | 후보 |      |
| 2016 | 제16회 대한민국청소년영화제                     | 원로배우부문 인기영화인상        | 빈칸                      | 수상 |      |
| 2019 | 제55회 백상예술대상                             | TV부문 대상                      | 눈이 부시게               | 수상 |      |
| 2019 | 제55회 백상예술대상                             | TV부문 여자 최우수연기상         | 눈이 부시게               | 후보 |      |
| 2019 | 제10회 대한민국 대중문화예술상                  | 은관문화훈장                     | 빈칸                      | 수상 |      |

## 저서
- 2011년 《작은 지구촌(어른이 되기 전에 먼저 펼쳐보는 세상)》(다림, ISBN 978-89-6177-051-4)
- 2004년 《꽃으로도 때리지 말라》(오래된미래, ISBN 89-955014-0-5)
- 1994년 《김혜자의 작은 목소리》(사람들, ISBN 89-85947-02-8)

## 기록 및 일화
- 1975년부터 2002년까지 CJ제일제당 전속 모델로 30년 가까이 활동했다.
- 1974년, 1978년, 1988년, 1992년, 1999년 MBC 연기대상 대상 수상자로 MBC에서는 최다 대상 수상자이다.(참고로 지상파 3사를 통틀어 연기대상 최다 대상 수상자는 총 6회를 기록한 고두심이다.)
- 1979년, 1989년, 2009년, 2019년 백상예술대상 TV부문 대상 수상자로 최다 대상 수상자이다.
- 봉준호 감독의 영화 《마더》로 국내, 국외 영화제에서 무려 9번의 수상 기록을 세웠고, 한국 배우 최초로 헐리우드의 미국 영화비평가협회에서 수상을 하였다.
- 6.25전쟁 때 어린 시절, 가족이 전부 몰살당할 위기에 처했으나 큰언니의 기지로 여러 번 구사일생으로 살아났다고 하며 그 일화가 SBS 《토요미스테리 극장》에 나온 적이 있다.
- 대단히 유복한 집안에서 태어났다. 아버지가 재정경제부 장관 및 사회부 차관을 역임한 정치인인 김용택(1904년 ~ 1983년)이다. 아버지 김용택이 17살에 결혼하여 딸 2명을 낳은 뒤 22살에 미국으로 유학가서 15년 동안 미국에서 지내다가 귀국 후 김혜자를 얻었다. 이 때문에 김혜자는 언니들과 나이차가 꽤 크다.

## 참고 자료
- 최영진 기자 (2006년 11월 1일). “5년 만에 연극 무대로 돌아온 세계의 어머니 김혜자”. 레이디 경향. 2008년 1월 18일에 확인함.

## 기록 정보
- 김혜자 한국영화 데이터 베이스